# لون اوک (کنتاکی)
لون اوک (به انگلیسی: Lone Oak) یک منطقهٔ مسکونی در ایالات متحده آمریکا است که در شهرستان مک‌کراکن، کنتاکی واقع شده‌است. لون اوک ۰٫۷ کیلومتر مربع مساحت و ۴۵۴ نفر جمعیت دارد و ۱۴۴ متر بالاتر از سطح دریا واقع شده‌است.